# Großer Sund
Großer Sund, englisch Great Sound, ist die Bezeichnung einer nahezu kreisrunden Bucht im Gebiet der atlantischen Bermuda-Inseln.
Den Sund umschließen zahlreiche Inseln, u. a. Grand Bermuda im Osten und Süden sowie Somerset Island, Boaz Island, Ireland Island South und Ireland Island North im Westen. Im Norden ist der Große Sund mit einer Durchfahrtbreite von etwa 2,5 Kilometern zum Atlantik geöffnet.
Der der Südwestküste von Grand Bermuda zugewandte Teil des Großen Sund, welcher von zwei markanten Halbinseln eingegrenzt ist, nennt sich Kleiner Sund (Little Sound).
Im Großen und Kleinen Sund – mit einer Gesamtwasserfläche von etwa 20 km² – liegen viele kleine und meist unbewohnte Inseln.